# アルパハ・ブルー・ブラッド・ブルドッグ

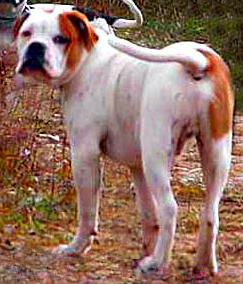
アラパパ・ブルー･ブラッド･ブルドッグ

アルパハ・ブルー・ブラッド・ブルドッグ（英語: Alapaha Blue blood Bulldog）は、アメリカ合衆国のジョージア州原産のブルドッグ犬種である。旧称はプランテーション・ドッグ（英: Plantation Dog）。本種の名犬の名前にちなんでオットー（英: Otto）という愛称でも呼ばれる。
犬種名の「アルパハ」は、原産地付近に流れるアルパハ川にちなんでつけられたものである。

## 歴史
18世紀にイギリスから作業犬として輸入されたオールド・イングリッシュ・ブルドッグの直系の子孫である。もともとの仕事は非人道的なもので、バイソンいじめ（米版ブル・バイティング）を行ってバイソンを嬲り殺したり、プランテーションで働く奴隷を監視し、それが手を止めてしまった際、「おしおき」と称して虐待を行うのに使われていた。しかし、奴隷の解放や人身的な倫理観などにより、これはよくないという見方が広まり、19世紀以降は農場の番犬としてのみ使われるようになった。それに加えて人をも襲うような獰猛製が薄められ（
取り去られたのではないことに注意）、名前もプランテーション・ドッグから現在のアルパハ・ブルー・ブラッド・ブルドッグの名に改名された。
そのような歴史から悪者の犬としてのイメージが強かったが、本種の先祖（基礎犬）となった犬であるオットー号の忠犬ぶりが再評価されたり、ガードドッグとして何があっても任務を遂行したヘンリー号の活躍により、そのイメージは少しずつ払拭されていった。
オットー号は米版の忠犬ハチ公ともいえる犬で、主人が電車事故により帰らぬ人となってしまうと、誰かに教えられたわけでもないのに主人の墓を見つけ出し、毎日そこへ通い続けた。そしてオットー自身が死去するまで10年以上もの間墓参りを日課とし、死後は主人の墓の近くに葬られたという（どこに葬られたかについては諸説あり）。この話は忠犬ハチ公やグレーフライアーズ・ボビーの話を基にした虚実ではないかといわれてきたが、時系列が合わないなどの理由で否定的な見方は仮棄説となっている。オットー号は実在の犬であるが、本当に忠犬であったのか、真偽のほどは今もよく分かっていない。
上記の忠犬オットー号の他にも、もう一頭本種の歴史上で伝説の名犬として語られている犬がいる。その犬はヘンリー号といい、既出の通り、いかなることがあってもガードドッグとしての使命を果たしたことで有名になった。ヘンリー号は主人の所持する大きな倉庫を見張るためのガードドッグとして配置され、そこに侵入する泥棒や害獣から荷物を守っていた。伝わっている武勇伝は散弾銃を持った犯人がヘンリー号の主人を人質とし、倉庫に立てこもった事件が発生したときのことなどがある。このときヘンリー号は倉庫の外からガラスを破って中に入り、犯人を押し倒して確保し主人の命を守ったと伝えられている。この事件によりヘンリー号は体じゅうに激しい切り傷を負い、銃弾を一発受けて重症になったが、主人はほんの少しのかすり傷程度で済み、無事であった。
この他にも本種の名犬談は数多く伝えられているが、確かな（もしくは確からしい）と確実に偉業が証明されているのはこの2匹だけである。
現在も愛好家の手によって大切に保護されているが、もとより希少な犬種であり、2007年の時点で世界中で200頭前後しか存在していない。ほぼ全ての犬がアメリカ国内、ジョージア州又はその周辺でのみ飼育されている。多くは現在も実用犬として使われている。
本種は希少な保護種であるため、先祖オールド・イングリッシュ・ブルドッグを復元する目的で作出が行われているオールディ・イングリッシュ・ブルドッグス系の犬種を作るためのプロジェクトには使用されていない。

## 特徴
その姿は先祖であるオールド・イングリッシュ・ブルドッグによく似ている。頭部は小さめでマズルのつぶれは少なく、かみ合わせも正常である。あごの力は強い。首は太く、胸が広い。筋骨隆々のがっしりした体格をしていて、脚は長く少しがに股だが、運動神経は抜群である。耳はボタン耳、尾は飾り毛の無い先細りの垂れ尾。コートはスムースコートで、毛色はホワイトを地としてブラック、ブルー、ブラウン、バフ（麦色）のいずれかの色の斑が入ったもの。体高56〜66cm、体重は雄34〜43kg、雌27〜32kgの大型犬で、性格は主人家族に対しては忠実で優しいが、勇猛果敢で防衛本能が高い。力が強いため、飼育の際にはしっかりとした訓練を行う必要がある。運動量は多いが、ブルドッグ系の犬種であるため太りやすいので、食事の管理も欠かせない。かかりやすい病気は軟口蓋過長症や呼吸器疾患、皮膚疾患や股関節形成不全などがある。